# Сулюкта
Сулюкта (на киргизки: Сүлүктү) е град в Баткенска област, Киргизстан. Разположен е в крайната част на Югозападен Киргизстан, на около 150 км западно от областния град Баткен. Градът има население от 18 015 души. (по данни от 2009 г.).

## История
Сулюкта е един от най-старите въгледобивни центрове в Централна Азия. Добивът на въглища в района започва през 1868 г. от тогава датира и появата на селището.
Поради важното си икономическо значение на 20 август 1934 година Президиумът ВЦИК постановява "град Фрунзе и работническите селища Къзъл Кия и Сулюкта в Киргизката АССР да се зачислят в списъка с населените места, които формират самостоятелни административно-стопански единици, подчинени непосредствено на ЦИК Киргизката АССР".
През 1940 година селището е обявено за град.
По време на Съветския съюз в Сулюкта е крупен въгледобивен център с няколко големи въглищни мини и обогатителни фабрики. След разпадането на СССР по-голямата част от тези фабрики са изоставени. Липсата на добре подготвени кадри и машини, лошото управление и резкия спад на доходите са факторите, които допринасят за икономическия колапс в района. Днес Сулюкта създава впечатление на изоставен град.

## География
Градът е разположен в северните склонове на Туркестанския хребет, на 1380 м надморска височина, на около 150 км западно от областния център Баткен и на 950 км от столицата Бишкек.
Чрез Сулюктинската теснолинейка градът има железопътна връзка с гара Пролетарск в съседен Таджикистан. Дължината ѝ е 47 км, като от тях 9 км се намират на територията на Таджикистан и 38 км — на територията на Киргизстан. В рамките на града по теснолинейката има три гари — Товарная (основна), Макаевка и Восточная.
Зимата в Сулюкта е кратка и топла. Пролетта и есента са дъждовни, а лятото — сухо и горещо.